# Ay (Marne)
Ay korábbi község Franciaországban, Marne megyében. Lakosainak száma 3686 fő (2018. január 1.). Ay Champillon, Saint-Imoges, Mutigny, Mareuil-sur-Ay, Chouilly, Épernay és Dizy községekkel határos.
2016. január 1-jén Mareuil-sur-Ay és Bisseuil korábbi községgel egyesült és az így létrejött Aÿ-Champagne új község része lett.

## Népesség
A település népességének változása:
| Lakosok száma | 4680 | 4884 | 4883 | 4318 | 4315 | 4134 | 3978 | 5816 | 3777 | 3686 |
|               | 1962 | 1968 | 1975 | 1990 | 1999 | 2008 | 2013 | 2016 | 2017 | 2018 |